# Liste der Golfplätze Tirols
Die Liste der Golfplätze Tirols bietet eine Übersicht über alle Golfplätze in Tirol zum Stand 2019.
| Achensee |

| Innsbruck-Igls |

| Kössen |

| Mieming |

| Seefeld |

| Walchsee |

| Ellmau |

| Achenkirch |

| Lienz |

| Eichenheim |

| Kaps |

| Gundhabing |

| Kirchdorf |

| Rasmushof |

| Seefeld |

| Uderns |

| Ehrwald |

| Bezirk         | Gemeinde           | Club                         | Ort        | Typ      | Loch  | Par | Anmerkung |
| -------------- | ------------------ | ---------------------------- | ---------- | -------- | ----- | --- | --------- |
| Schwaz         | Eben am Achensee   | Golfclub Achensee            | Pertisau   | Parkland | 18    | 72  | Live-Cam  |
| Innsbruck-Land | Lans               | Golfclub Innsbruck-Igls Lans | Sparberegg | Parkland | 18+9  | 71  | Live-Cam  |
| Kitzbühel      | Kössen             | Kaiserwinkl Golf Kössen      | Mühlau     | Parkland | 18    | 72  | Live-Cam  |
| Imst           | Mieming            | Golfpark Mieminger Plateau   | Mieming    | Parkland | 18+9  | 72  | Live-Cam  |
| Innsbruck-Land | Telfs              | Golfclub Seefeld-Wildmoos    | Wildmoos   | Parkland | 18    | 70  | Live-Cam  |
| Kufstein       | Walchsee           | Golfclub Walchsee-Moarhof    | Schwaigs   | Parkland | 9     | 72  | Live-Cam  |
| Kufstein       | Ellmau             | Golfclub Wilder Kaiser       | Dorf       | Parkland | 27    | 72  | Live-Cam  |
| Schwaz         | Achenkirch         | Alpengolf                    | Achenkirch | Parkland | 9     | 64  |           |
| Lienz          | Lavant             | Dolomitengolf                | Lavant     | Parkland | 27    | 72  |           |
| Kitzbühel      | Kitzbühel          | Golfclub Eichenheim          | Eichenheim | Parkland | 18    | 71  |           |
| Kitzbühel      | Kitzbühel          | Golfclub Kitzbühel           | Kaps       | Parkland | 27    | 72  |           |
| Kitzbühel      | Kitzbühel          | Golfclub Schwarzsee          | Gundhabing | Parkland | 18    | 72  |           |
| Kitzbühel      | Kirchdorf in Tirol | Golfclub Lärchenhof          | Erpfendorf | Parkland | 9(+6) | 72  |           |
| Kitzbühel      | Kitzbühel          | Golfclub Rasmushof           | Ecking     | Parkland | 9     | 54  |           |
| Innsbruck-Land | Reith bei Seefeld  | Golfclub Seefeld-Reith       | Reith      | Parkland | 9     | 70  |           |
| Schwaz         | Uderns             | Golfclub Zillertal           | Uderns     | Parkland | 18    | 71  |           |
| Reutte         | Ehrwald            | Golfclub Zugspitze           | Ehrwald    | Parkland | 9     | 72  |           |